# غوس إدواردز
غوس إدواردز (بالإنجليزية: Gus Edwards)‏ هو ملحن أمريكي، ولد في 18 أغسطس 1879 في Inowrocław ‏ في بولندا، وتوفي في 7 نوفمبر 1945 في لوس أنجلوس في الولايات المتحدة بسبب سرطان.

## وصلات خارجية
- غوس إدواردز على موقع IMDb (الإنجليزية)
- غوس إدواردز على موقع ميوزك برينز (الإنجليزية)
- غوس إدواردز على موقع قاعدة بيانات برودواي على الإنترنت (الإنجليزية)
- غوس إدواردز على موقع إن إن دي بي (الإنجليزية)
- غوس إدواردز على موقع ديسكوغز (الإنجليزية)
- غوس إدواردز على موقع قاعدة بيانات الفيلم (الإنجليزية)